# Paul Sjöberg
Paul Leonard Sjöberg (14 de julio de 1897-16 de marzo de 1978) fue un deportista finlandés que compitió en vela en la clase 6 Metre. Participó en los Juegos Olímpicos de Helsinki 1952, obteniendo una medalla de bronce en la clase 6 Metre.

## Palmarés internacional
| Juegos Olímpicos | Juegos Olímpicos     | Juegos Olímpicos  | Juegos Olímpicos |
| Año              | Lugar                | Medalla           | Clase            |
| ---------------- | -------------------- | ----------------- | ---------------- |
| 1952             | Helsinki (Finlandia) | Medalla de bronce | 6 Metre          |